# Clint Frazier
Pour les articles homonymes, voir Frazier.
Clint Jackson Frazier (né le 6 septembre 1994 à Decatur, Géorgie, États-Unis) est un joueur de champ extérieur des White Sox de Chicago de la Ligue majeure de baseball.

## Carrière
Étudiant et joueur à Loganville High, l'école secondaire de Loganville en Géorgie, Clint Frazier est le 5e athlète sélectionné au total par un club de la Ligue majeure de baseball lors du repêchage amateur de 2013 et est le choix de premier tour des Indians de Cleveland. Frazier a déjà annoncé son intention de rejoindre les Bulldogs de l'université de Géorgie, mais y renonce devant l'offre faite par le club de Cleveland, dont il accepte un premier contrat professionnel assorti d'une prime à la signature de 3,5 millions de dollars. 
Dès l'été 2013, Frazier amorce sa carrière professionnelle en ligues mineures.
Le 31 juillet 2016, Cleveland échange 4 joueurs de ligues mineures - Clint Frazier, le lanceur gaucher Justus Sheffield et les lanceurs droitiers Ben Heller et J. P. Feyereisen - aux Yankees de New York en retour du lanceur de relève gaucher Andrew Miller.
Frazier apparaît à plusieurs reprises sur la liste des 100 meilleurs joueurs d'avenir dressée annuellement par Baseball America : il occupe le 48e rang du palmarès au début de la saison de baseball 2014, en est absent l'année suivante mais y revient en 44e position au début 2016, et grimpe à la 39e place au début 2017.
Clint Frazier fait ses débuts dans le baseball majeur avec les Yankees de New York le 1er juillet 2017.